# 阿图瓦地区阿姆
阿图瓦地区阿姆（法語：Ham-en-Artois，法語發音：[am ɑ̃.n‿aʁtwa]）是法国上法蘭西大區加来海峡省的一个市镇，属于贝蒂讷区。

## 地理
阿图瓦地区阿姆（50°35'20"N, 2°27'29"E）面积3.2 平方千米，位于法国上法蘭西大區加来海峡省，该省份为法国北部沿海省份，西北濒北海，南至索姆省，东临北部省。
与阿图瓦地区阿姆接壤的市镇（或旧市镇、城区）包括：伊斯贝格、利莱尔、诺朗丰特、布雷克、比讷、加尔贝克。
阿图瓦地区阿姆的时区为UTC+01:00、UTC+02:00（夏令时）。

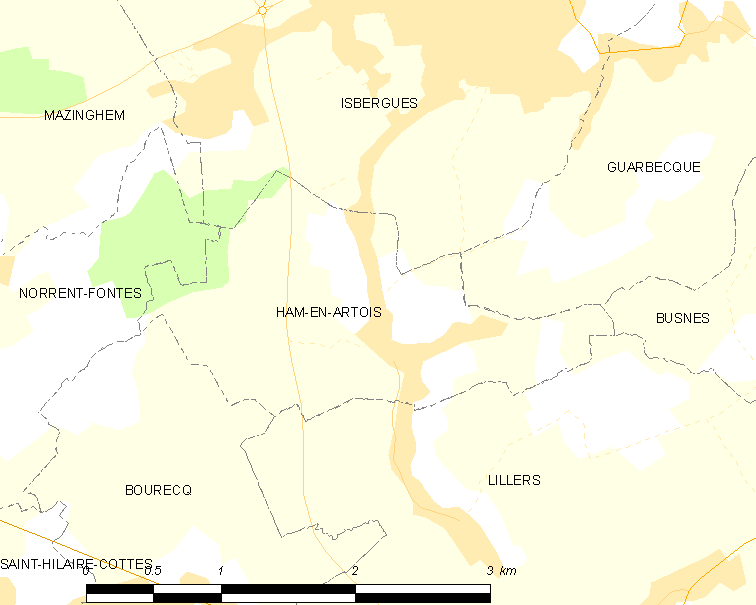
阿图瓦地区阿姆的OSM定位图

## 行政
阿图瓦地区阿姆的邮政编码为62190，INSEE市镇编码为62407。

## 政治
阿图瓦地区阿姆所属的省级选区为利莱尔县。

## 人口

1962-2008年间阿图瓦地区阿姆人口变化图示

阿图瓦地区阿姆于2022年1月1日时的人口数量为947人。